# Щирець (Равський повіт)
Щирець — колишнє село у Яворівському районі. Відселене у зв'язку з утворенням Яворівського військового полігону. 

## Географічні дані
До села належало кілька присілків, найбільшими були Ясенівка і Клепарів.
Поруч знаходились колишні села Парипси, Уліцко Середкєвіч (Середкевичі), Біла Мурована.

## Історія
У 1661 році була надана земля для плебанії, церкву Воздвиження Чесного Хреста перевезли з Верхрати і поставили у присілку Клепарів. У 1752 році церква була перенесена до центральної частини села.
На 1880 рік — село в Равському повіті, було 183 будинки, 953 жителі в селі, 10 будинків і 63 мешканці на території двору (616 римо-католиків, 363 греко-католики, 29 юдеїв і 8 інших визнань). Парафія римо-католицька в Магерові, греко-католицька на місці, любачівського деканату.
На 1 січня 1939 року в селі мешкало 1630 осіб, з них 560 українців, 20 євреїв, 1050 поляків. Місцева греко-католицька парафія належала до Угнівського деканату Перемишльської єпархії. Село входило до ґміни Врублячин Равського повіту Львівського воєводства Польської республіки. Після анексії СРСР Західної України в 1939 році село включене до Немирівського району Львівської області.